# エルバサン
エルバサン（Elbasan）はアルバニアのエルバサン州エルバサン県の都市。

## 概要
エルバサン州エルバサン県に位置し、エルバサン州の州都、エルバサン県の県都でもある。2011年現在の人口は124,863人。

## 地理
シュクンビン川沿いに位置し、農業が盛んである。たばこ、オリーブ、とうもろこしなどが生産される。住民の多くはイスラム教を信仰する。近隣の都市としては、約30キロメートル北西の首都・ティラナ、20キロメートル北東のリブラシトなどが挙げられる。

## 歴史
ローマ帝国期に集落があったが、東ゴート人、ブルガール人、スラヴ人などの侵入によって荒廃した。その後、15世紀にオスマン帝国のメフメト2世によって都市が建設され、軍事拠点として重要な役割を果たした。19世紀よりバルカン半島でナショナリズムが高揚し、オスマン帝国からの独立機運が高まっていくと、エルバサンも独立運動の拠点となった。

## 姉妹都市
- ノーヴィ・リーグレ、イタリア
- トゥルク、フィンランド
- トレヴィーゾ、イタリア
- ミトロヴィツァ、コソボ
- ニューカッスル・アポン・タイン、イギリス
- イキトス、ペルー

## ギャラリー

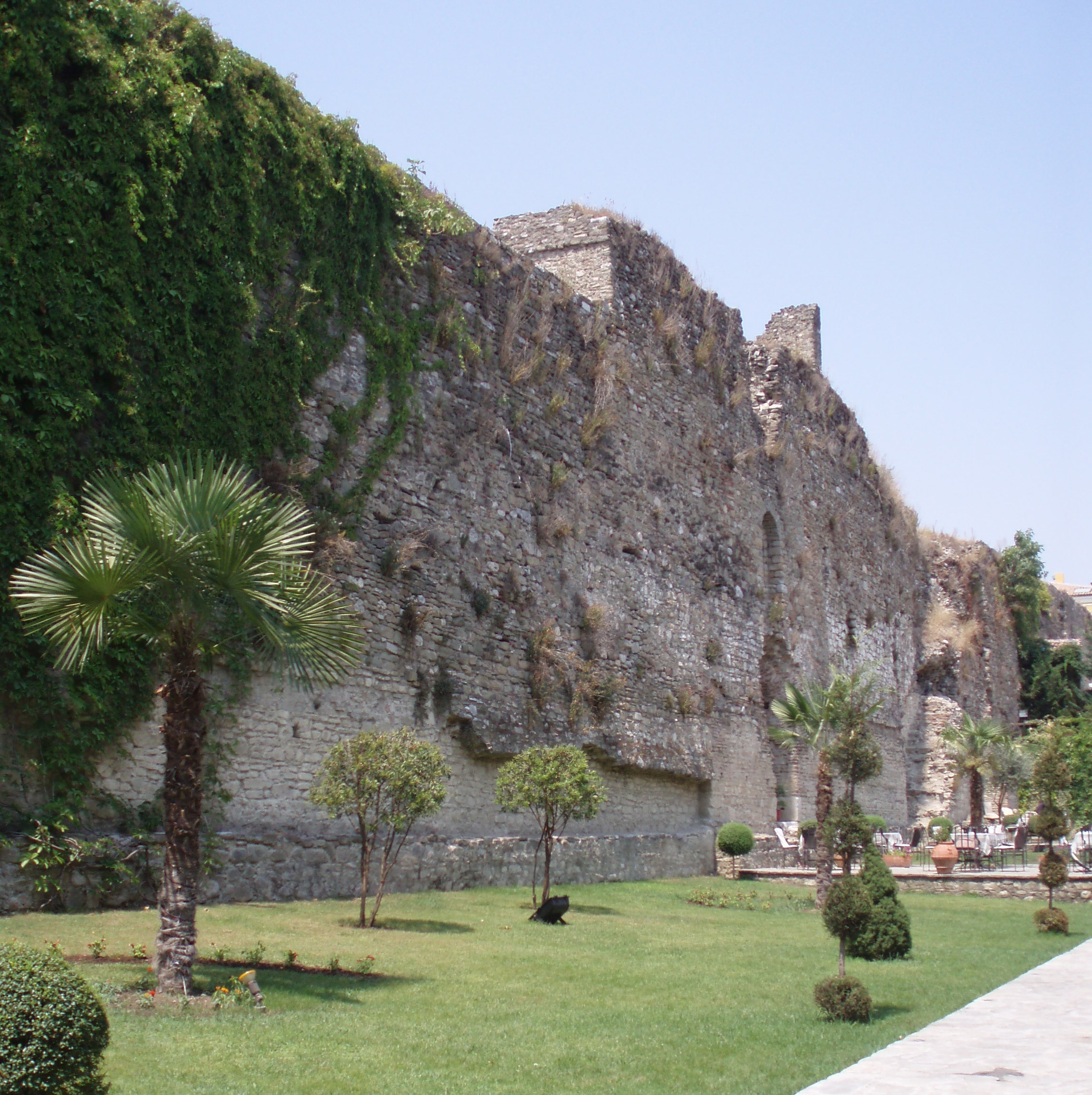
エルバサン城
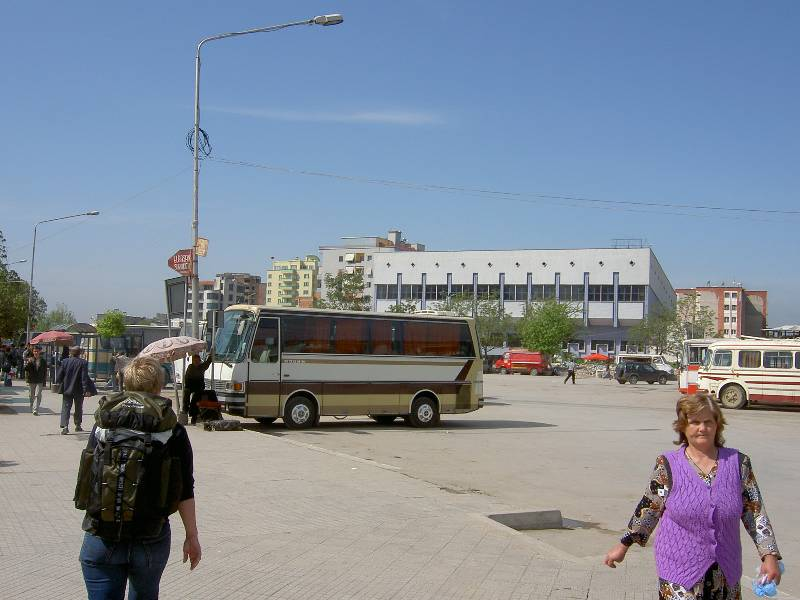
エルバサン市街
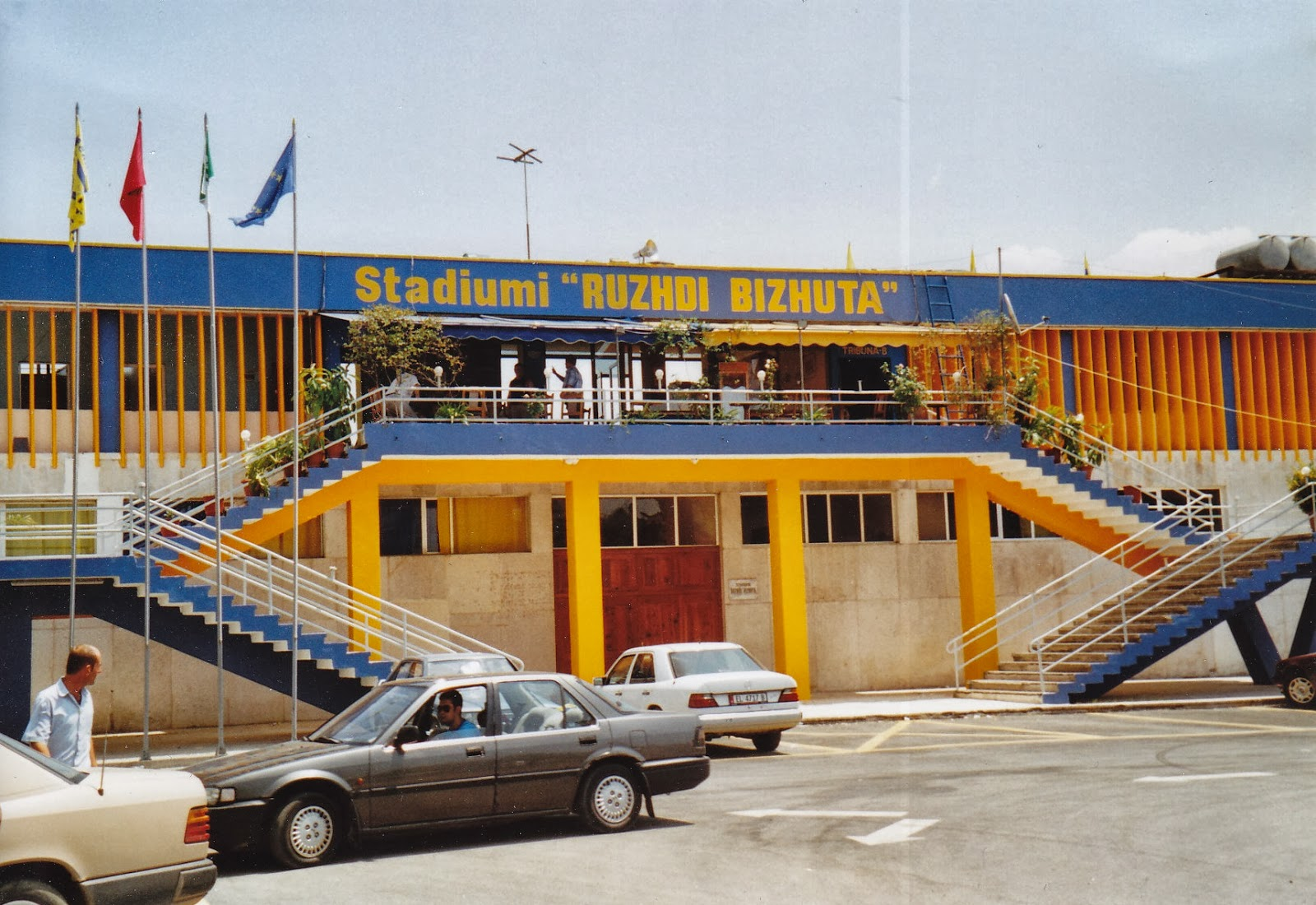
サッカー・カテゴリア・スペリオレ所属KFエルバサニの本拠地、スタディウミ・ルジディ・ビジュータ